# Discestra eversmanni
Discestra eversmanni là một loài bướm đêm trong họ Noctuidae.